# 25750 Miwnay
25750 Miwnay este un asteroid din centura principală de asteroizi.

## Descriere
25750 Miwnay este un asteroid din centura principală de asteroizi. A fost descoperit pe 28 ianuarie 2000 la Rock Finder de William Kwong Yu Yeung. Asteroidul prezintă o orbită caracterizată de o semiaxă mare de 2,99 ua, o excentricitate de 0,16 și o înclinație de 10,5° în raport cu ecliptica.